# 紅夜叉
紅夜叉（くれないやしゃ、1970年4月23日 - ）は、日本の元女子プロレスラー。本名：椿 留美（つばき るみ）、旧姓・旧リングネーム：安田 留美（やすだ るみ）。身長162cm、体重65kg、福井県小浜市出身。最終所属はLLPW。

## 経歴
- 幼少期はプロレスが大嫌いであったが、テリー・ファンクの試合をたまたま見てプロレスが好きになった。中学時代は毎日プロレスごっこをしており、授業中にノートに好きなプロレスラーの名前を1位から10位まで書いたり、技の名前を書いたりして1日過ごしていた。
- 高校を1年で中退し、上京してジャパン女子プロレスの練習生となり、蕎麦屋でアルバイトしながら1人暮らしを行った。
- 1989年12月1日、後楽園ホール大会での対北村真美戦でデビュー。同期にキャロル美鳥、GAMI、コマンド・ボリショイ、福岡晶らがいる。
- 1990年2月11日に行われた新人王トーナメント決勝で福岡を破り優勝するが、その後ジャパン女子4期生ほぼ全員で練習をボイコットし、そのまま退団、引退。この時、予定されていた興行の対戦相手であったデビル雅美が調停に入ったが、当時所属していた4期生の半数以上が自身と共に引退する騒動となった。
- 1度目の引退後、父の仕事を手伝うようになったが、中学時代からの夢であったプロレスを投げ出したことがきっかけで精神疾患を発症。摂食障害も経験し、会話もままならなくなったことで様子がおかしいと気づいた友人が実家に連絡し、家族の元に帰された。
- 1992年のLLPW旗揚げに参加して現役復帰を果たす。実家に戻ってから体が動かず日常生活がままならないほどの精神疾患に苦しんでいたが、旗揚げ参加の連絡を風間ルミから聞き、それから復帰までの間に無理やり体を動かし、精神疾患を克服した。結果的に風間からの電話が自身を救ったため、LLPW時代は引き抜きがあっても断った。
- 1993年2月13日、後楽園ホール大会にてリングネームを本名から紅夜叉に改名、木刀を片手に赤い特攻服を着たレディース（女性暴走族）のギミックで人気が出る。これは復帰後普通にプロレスをやっていて満足できなかった紅の意向によるものであり、寮にあった『ティーンズロード』の影響を受けたことにもよる。これ以後、LLPWならびに女子プロレス界に地味なレスラーをウケ狙いのおちゃらけ、コスプレキャラがブームとなる。リングネームは「紅」は風間ルミが名付け「夜叉」はふるさとの福井にある夜叉ヶ池から取った。
- 1993年6月11日、全日本女子プロレス・後楽園ホール大会で北斗晶と対戦した。この日は当初、北斗とハーレー斉藤のシングルマッチが予定されていたが、斉藤が怪我で欠場。変更されたカードでは北斗の対戦相手が「X」と伏せられていたが、その正体が紅夜叉だった。観客からの大ブーイングの中入場した紅は、試合では睨み合いのあと北斗が背を向けた瞬間に奇襲を仕掛けたが、最終的にノーザンライトボム一発で仕留められた。試合時間は2分17秒、冒頭の睨み合いを除くと実質的には1分あまりの短い試合だったが、これをきっかけにブレイクを果たした[2]。
- 週刊プロレスが前身誌「プロレス&ボクシング」から通算1000号を達成したときの号（1994年3月29日号）で表紙を飾った[3][4]。
- 1999年7月20日、引退。引退試合の対戦相手は神取忍。引退翌年の2000年3月に結婚、同年7月に静岡県三島市内に居酒屋『なごみ亭』をオープン[5]。その後、1男1女をもうける。店舗は2006年12月18日放送の『快感MAP』（テレビ朝日系列）や、2014年7月4日放送の『爆報! THE フライデー』（TBS系列）などでが紹介されている。
- 2009年、同期のGAMIの20周年記念興行『GAMILIBRE5〜GAMI CHRONICLE〜』（プロレスリングWAVE）のメインイベントで一夜限りの現役復帰を果たした。また2013年のGAMI引退興行でも一日限定復帰した。

## 得意技
夜叉ロック
尻餅をついている相手の左腕をハンマーロックで固め、そのままの状態で相手の右肩をまたぐようにして相手の両足の間に自分の左足を置き、自身の右腕で相手の右腕を脇に抱え込んで絞り上げる複合関節技。自身より体格面で大きく勝るイーグル沢井に勝つために開発した技。で、引退までフィニッシュホールドとして使い続けた。
引退後は青野敬子が継承していたが、2018年に引退したため使用者は誰もいなくなっていた。しかし、2020年にYoutubeの企画の中で技の威力を体感した広田さくらが、この技を習得すべく子連れで三島市の店におとずれて直談判。初回は接点が無い等の理由で断っていたが、最終的には熱意を評価して、後述の夜叉スープレックスとともに伝授することを決めた。
ギロチン・ドロップ
通常の型のほか、ロープの反動を利用したジャンピング式やトップロープからのダイビング式を主に使用していた。特に、ダイビング式はフィニッシュホールドとして使用されることが多かった。
ハコ乗り固め
逆片エビ固め。
喉輪落とし
通常のタイプと雪崩式を使用。通常のタイプは連発で繰り出すこともあった。
夜叉スープレックス
左手で向かい合った相手の左手首を掴んだ後、相手の懐に潜り込んで相手の右腿を抱え込んで後方に反り投げる技。ブリッジを崩さずにそのまま固めることもあった。2020年以降、先に述べた経緯で伝授された広田さくらが使用している。
凶器攻撃
入場時に常時携えている木刀をはじめ、試合では様々なものを凶器に用いた。女子プロレスではじめて試合中に火炎攻撃を敢行したのは紅である。
スーパー・トリプル・ハッカー
GAMIとキャロル美鳥とのタッグチーム「決起軍」の連携技。リング上の2人がブレーンバスターで相手を抱え上げ、コーナーのトップにいる残りの1人が相手の両足をつかんでリング内に向かってジャンプ。同時にリング上の2人が倒れこんで相手の脳天をマットに叩きつける技。

## タイトル歴
- オールパシフィック王座
- 全日本タッグ王座
- LLPW認定6人タッグ王座

## 映画出演
- SAEKO（1994年） - 愛子役